# 凍てつく分身
『凍てつく分身』（いてつくぶんしん、Stereo）は2014年のドイツのスリラー映画。監督はマキシミリアン・エァレンヴァイン、出演はユルゲン・フォーゲルとモーリッツ・ブライプトロイなど。他人には見えない男の姿が見えるようになった中年男の姿を描く。
日本では劇場未公開だが、WOWOWで2015年2月27日に放送された。また、2015年6月3日に『ドッペルゲンガー 凍てつく分身』のタイトルでDVDが発売された。

## ストーリー
ある田舎町でバイクの修理工場を1人で営む中年男エリックは、シングルマザーの恋人ユリアとその娘リンダとの関係も順調で平凡ながら幸せに暮らしている。ある日、エリックは謎の男ヘンリーに付きまとわれるようになり、しかもヘンリーが自分にしか見えないことに気づく。更に、エリックをツィレと呼ぶ男ガスパーが現れ、犯罪組織のボスであるカイテルを殺すのを手伝うように言うが、全く身に覚えのないエリックは聞く耳を持たず、ガスパーは自分の身を守るためにエリックをカイテルに売る。ヘンリーから今の生活がまやかしであると告げられたエリックは、自らの過去の記憶が曖昧であることに気づく。そこにガスパーが仲間と現れ、エリックの本当の名前がトーマス・ツィレウスキだと告げるが、それでもエリックは思い出せない。一方、カイテルはユリアとリンダ、そしてユリアの父親である警官のヴォルフガンクを拉致してエリックを待つ。エリックは催眠術師を訪ねた後にガスパーの指示通りにカイテルのアジトにやってくるが、カイテルの部下に激しい暴行を受ける。意識が朦朧とする中、催眠術師に首の後ろに刺してもらっていた針をヘンリーに導かれるままに抜いたエリックはそこで全てを思い出す。
5年前、犯罪組織から足を洗いたがっていたツィレは、ボスのカイテルを撃って下半身を不自由にしたことから組織に追われる身となり、ある家に逃げ込む。そこは堅気である実弟の家であり、その弟がヘンリーだったのである。ツィレはヘンリーとその妊娠中の妻とともに3人で別人になりすまして逃亡するつもりで準備して来たのだが、追っ手によってヘンリー夫婦は無残に殺され、家に火がつけられる。燃え盛る炎の中からツィレは逃げ出すが、そのまま記憶をなくし、別人として生きて来たのである。
エリックはツィレとして蘇り、カイテルの部下らを次々と倒すと、ガスパーとともにカイテルの前に現れる。ユリアに関心がないふりをしたツィレだったが、かつては兄弟同然だったカイテルに真意を見抜かれる。しかし、カイテルに自分を撃たせたツィレは、その隙をついて逆にカイテルらを射殺する。そしてツィレを撃とうとしたガスパーは拳銃を拾いとったヴォルフガンクに撃ち殺される。ツィレはユリアら3人を逃がすと、1人で残る。カイテルに撃たれた傷で意識が薄れる中、ツィレはそこに現れたヘンリーの幻と語り合う。そして、逃がしたユリアが戻ってきて自分を救い出し、彼女の駆るバイクに乗せられていく様子を夢見る。

## キャスト
- エリック・ケプラー / ツィレ: ユルゲン・フォーゲル - バイクの修理工。
- ヘンリー: モーリッツ・ブライプトロイ - エリックだけに見える謎の男。
- ユリア・ウェーバー: ペトラ・シュミット＝シャラー（ドイツ語版） - エリックの恋人。
- カイテル: ゲオルク・フリードリヒ（ドイツ語版） - 犯罪組織のボス。
- ヴォルフガンク: ライナー・ボック - ユリアの父。警察官。エリックを怪しむ。
- ガスパー: マルク・ツァク（ドイツ語版） - エリックの過去を知ると見られる男。